# Mamaia (film din 2013)
Mamaia este un film românesc din 2013 regizat de Jesús del Cerro. Rolurile principale au fost interpretate de actorii Stela Popescu, Valentin Teodosiu, Adrian Văncică și Paul Diaconescu.

## Distribuție
Distribuția filmului este alcătuită din:
- Stela Popescu — Matilda Ogășanu, o cântăreață de muzică ușoară aflată la pensie
- Valentin Teodosiu — Tănase Tănăsescu, un mogul din domeniul imobiliar
- Adrian Văncică — Remus, fiul lui Tănăsescu (menționat Adrian Vancica)
- Paul Diaconescu — Romulus, fiul lui Tănăsescu
- Mădălina Anea — Ana, o cunoștință tânără a Matildei (menționată Madalina Anea)
- Cătălin Neamțu — Anton, proprietarul apartamentului închiriat Anei, suporter dinamovist (menționat Catalin Neamtu)
- Cosmin Natanticu — curierul livrator de mâncare
- Mihai Bobonete — Dragoș, agentul de poliție
- Ion Dichiseanu — Liviu Mircea, avocat pensionar, prieten vechi al Matildei
- Alexandrina Halic — Mona, pensionară, vecina Matildei
- Dumitru Dumitru — Ion, pensionar, soțul Monei
- Tudor Roșu — Alex, nepotul Matildei (menționat Tudor Rosu)
- Anca Țurcașiu — avocata lui Tănăsescu
- Gheorghe Buzdugan — soțul Matildei (menționat Buzdugan Gheorghe)
- Ion Arcudeanu — Nicu, bătrân de la clubul social
- Liana Mărgineanu — bătrână de la clubul social
- Lucia Maier — bătrână de la clubul social
- Cristian Toma — șeful echipei de demolări (menționat Toma Cristian)
- Nicolae Ion — interpretul la vioară
- Viorel Alexe — interpretul la contrabas
- George Dumitru — interpretul la chitară
- Mihnea Mihăilescu — interpretul la pian

## Primire
Filmul a fost vizionat de 10.428 de spectatori în cinematografele din România, după cum atestă o situație a numărului de spectatori înregistrat de filmele românești de la data premierei și până la data de 31 decembrie 2014 alcătuită de Centrul Național al Cinematografiei.